# Île Saint-Die
L’île Saint-Die est une îlot de Nouvelle-Calédonie appartenant administrativement à Moindou.